# Departamentul Komo-Mondah
Departamentul Komo-Mondah este un departament din provincia Estuaire  din Gabon. Reședința sa este orașul Ntoum. Capitala-sa este Ntoum. În 2003 avea o populație de 104.845 locuitori.

## Sate si localitate
- Ntoum